# ميشيل فوسكو
ميشيل فوسكو (بالإيطالية: Michele Fusco)‏ هو كاهن كاثوليكي إيطالي، ولد في 6 ديسمبر 1963 في بيانو دي سورينتو في إيطاليا.